# Бобринецький район
Бобрине́цький райо́н — колишня адміністративно-територіальна одиниця Кіровоградської області України. Увійшов до складу Кропивницького району. Адміністративний центр — місто Бобринець.
Територія Бобринецького району — 1,5 тис. км² (6,09 % загальної площі Кіровоградщини). У районі 26 територіальних громад. На 1 лютого 2011 року населення становило 26 724 особи. Поряд з українцями тут проживали росіяни, євреї, білоруси, цигани, вірмени, гагаузи.

## Географія

### Розташування

В'їзд до колишнього Бобринецького району з боку Кропивницького

Район розташовувався на півдні Кіровоградської області в степовій ґрунтово-кліматичній зоні ризикованого землеробства (обмежуючий фактор — волога). Територія району межувала на півночі з колишнім Компаніївським районом та сучасним  Новоукраїнським районом, на сході — колишнім Устинівським районом районами Кіровоградської області, а на півдні і на заході з колишнім Єланецьким районом Миколаївської області. Крайні точки району: північна — на північ від села Свердлового, південна — на південь від села Веселівки, західна — біля села Височанового, східна — західніше села Жовтневого. Загальна площа району — 1,496 тис. км², що становить 6,1 % площі Кіровоградської області.

### Фізична географія
Бобринецький район лежить на південних відрогах Придніпровської височини. Згідно з фізико-географічним районуванням України територія Бобринецького району відноситься до Степової зони Північностепової підзони Дністровсько-Дніпровського краю Кіровоградського (Середньоінгульського) району і розташований в басейні середньої течії Інгулу. Абсолютні висоти коливаються в межах 150 до 250 м. Найвища точка над рівнем моря — 257 м.
Злегка хвиляста поверхня району розчленована річковими долинами і балками на численні ділянки водороздільних плато, які мають різну величину та форму. Значні нерівності в поверхні докембрійського кристалічного фундаменту і різна потужність пухких глинисто-піщаних палеогенових і антропогенових відкладів зумовили характерні риси в будові річкових долин. Вони проявляються в добре вираженому чергуванні розширених озероподібних ділянок долин. Розширені частини мають пологі, складені пухкими породами схили, плоскі днища. Вузькі ділянки, навпаки, мають високі круті, складені кристалічними породами схили і кам'янисті днища. В південній частині району спостерігається смуга більш високого залягання докембрійського фундаменту, перекритого незначною товщею пухких порід. У зв'язку з цим тут нерідко до скелястих ділянок долин прилягають схили водороздільних плато (шириною 500–1000 м) з численними виходами кристалічних порід (р. Дрюкова, поблизу Бобринця). Ця частина району відрізняється і густішою розчленованістю рельєфу, більшими площами середньо- і сильноеродованих земель. Збільшення еродованості території пояснюється різким збільшенням крутизни схилів в південному напрямку до Причорноморської низовини. 
Водороздільно-улоговинні місцевості в районі представленні більш плоскими поверхнями, але вони займають близько 75 % площі. Яружно-балкові сильно еродовані місцевості відрізняються значнішим поширенням байрачних лісків і чагарників, є типовими урочищами району. У цьому районі частіше спостерігається схили долин, балок і навіть водороздільних плакорів з виходами докембрійських кристалічних порід. Вони настільки типові, що їх можна виділити в скелясто схилові місцевості. Помітно велика площа під середньо- і сильноеродованими землями. Так, питома вага середньо- і сильноеродованих земель становить 13%. 
Питома вага орних земель в районі — 77%, лісів і чагарників — близько 3%, вигонів-пасовищ — 12%, луків і боліт — менше 1%.

### Клімат
Середньорічна кількість опадів коливається в межах 400 — 435 мм (близько 70% в теплий період року). Висота снігового покриву 15 см. У 2007 році кількість опадів, що випали становили — 385 мм. 
Середня температура січня −4,9Сº, липня +22,6С°. Період з температурою +10С° становить 168 днів. Середньорічна температура в 2007 році становила +10,3С° (за даними районної Бобринецької метеостанції). Найвища температура сягала +39,2С° (23 липня), найнижчий показник був зафіксований 15 лютого 2007 р. на позначці — 15,7Сº.

### Гідрологія
Річкова сітка слаборозвинена, густота становить — 0,19 км/км². На території району протікають річки басейну Південного Бугу: Громоклія, Сугоклія, Мертвовід, Гнилий Єланець, Осиковата, Бобринка, Лозоватка, Богодушка, Дрюкова. Загальна протяжність рік 331 км, із них регульовано ставками 59 км. Ширина заплав — 25-45 м. Заплави в основному сухі, порослі луговими травами та чагарниками. Річки належать до типу рівнинних, переважно снігового і дощового живлення. Підземний стік відіграє незначну роль.

### Екологія
Оскільки район має недостатньо розвинуту промисловість, то й екологічна ситуація в цілому задовільна.
Основною екологічною проблемою, природного характеру, є вплив вітрової ерозії на механічний та якісний стан ґрунтів — це пов'язано з особливостями клімату регіону, а саме в період посухи, яка спостерігалася в 2006–2007 роках не лише влітку, а й взимку коли товщина снігового покриву не перевищувала 3-5 см. При сильних поривах вітру 5-15 м/с видувається з поверхні ґрунту до 5-7 см родючого шару, що відповідно негативно впливає на зниження родючості. Одним з основних протиерозійних заходів — є збереження та збільшення площ, ґрунтозахисних лісомеліоративних насаджень. 
Біологічного та хімічного забруднення ґрунтів в районі не спостерігається. 
У 2000 році після реформування колгоспів, радгоспів, КСП та інших сільськогосподарських суб'єктів господарювання району, непридатні та заборонені до використання пестициди та агрохімікати, було вирішено транспортувати в одне визначене місце, біля с. Куйбишево та провести ремонт існуючого на той час «хімскладу», в 2005 р. за рахунок коштів ОФОНПС була проведена часткова реконструкція — 70 % готовності складу (відсутність даху), загальна кількість невідомих хімічних речовин, що знаходиться в складі становить — 131,7 т.
Відповідно до форми 6-зем наданої районним відділом земельних ресурсів станом на 01.01.2008 р. всього в районі, площа лісових земель, що вкриті лісовою рослинністю — 4520,8 га, в тому числі 2316,9 га полезахисних лісонасаджень; 1201,8 га інших захисних насаджень; 225,2 га — чагарників. Стан лісонасаджень, що входять до Бобринецького лісництва ДП «Долинський держлісгосп» задовільний, за рештою лісових насаджень здійснюється нагляд, але мають місце окремі незаконні рубки в основному в осінньо-зимовий період. 
На території Бобринецького району діє 31 сміттєзвалище твердих побутових відходів, щорічно з 2008 року, оформляються ліміти на утворення та дозволи на розміщення відходів на 22 територіях, проводиться робота із залучення решти — 4 об'єктів. На 1 сміттєзвалище в м. Бобринець виготовлений повний пакет документів та щорічно оформляються ліміти та дозволи. У 19 сільських радах проводиться робота з оформлення паспортів МВВ (Бобринківська, Буховецька, Василівська, Верхньоінгульська, Витязівська, Апрелівська, Кетрисанівська, Благодатненська, Миколо-Бабанська, Новомиколаївська, Новоградівська, Олексіївська, Павлогірківська, Рощахівська, Златопільська, Сугокліївська, Тарасівська, Федіївська, Кривоносівська). 
Звалища відходів промислових підприємств, могильники отруйних речовин, полігони хімічних відходів — на території Бобринецького району — відсутні. 
На території району розташовані — 26 звалищ відходів с/г виробництва (скотомогильники), всі об'єкти паспортизовані. За даними управління ветеринарної медицини в Бобринецькому районі, проводяться планові, 2 рази на рік, перевірки цих об'єктів, щодо дотримання правил обслуговування та утримання. Також в районі налічується 30 місць видалення відходів та 1 полігон твердих побутових відходів, які розташовані з витриманням необхідних санітарних та архітектурних вимог, з них один має повний пакет необхідних документів (Бобринецька міська рада), решта сільських рад щорічно розробляють проекти лімітів на утворення та розміщення ТПВ, вісім сільських громад розробляють документи для оформлення паспортів на сміттєзвалища та сміття, і іншу документацію відповідно до вимог природоохоронного законодавства. 
У районі на території Благодатненської сільської ради розташований склад зі зберігання непридатних та заборонених до використання ЗЗР, власником якого є сільська рада, на території якої він розташований. У складі знаходиться — 131,7 т непридатних до використання пестицидів. Склад знаходиться в стадії не завершеного будівництва на 30-40%. 
Стан очисних споруд на сьогодні в місті потребує покращення, передумови для цього є: готовий робочий проект реконструкції, яким передбачено монтаж біоінженерних споруд так звані БІСи, для пришвидшення росту активного мулу, збільшити ріст активної маси, і як наслідок покращиться якість роботи очисних споруд та збільшиться пропускна здатність робочої поверхні. Для проведення робіт необхідно залучити коштів понад 350 тис. — 97,6 тис. виділяється обласним фондом ОНПС. Роботи в даному напрямку проводяться. 
У зв'язку з відсутністю значних виробничих потужностей в регіоні, відходи визначаються як побутові, небезпечні (шини, масла технічні, акумуляторні батареї, лампи люмінесцентні), частиною с/г підприємств, установ та організацій, які передаються на утилізацію, ліцензованим центрам. 
Низький показник кількості населення в районі станом на 01.07.2008 р. — 28 тис. чол., який щорічно зменшується — внаслідок трудової міграції, не дає економічного обґрунтування для будівництва підприємств з переробки та утилізації побутових відходів.

#### Атмосферне повітря
Загальне техногенне навантаження на атмосферне повітря району в останні роки має стабільні показники. Проводиться робота із залучення суб'єктів господарювання до оформлення дозволів на викиди забруднюючих речовин в атмосферу, знаходяться на розгляді документи ПП Кутеба Л.І; АЗС № 5 ТОВ «Акцент»; Бобринецька філія ТОВ «Елеватор — зерноторгівельна компанія». Збільшилася кількість викидів в атмосферу від пересувних джерел.

#### Водні ресурси

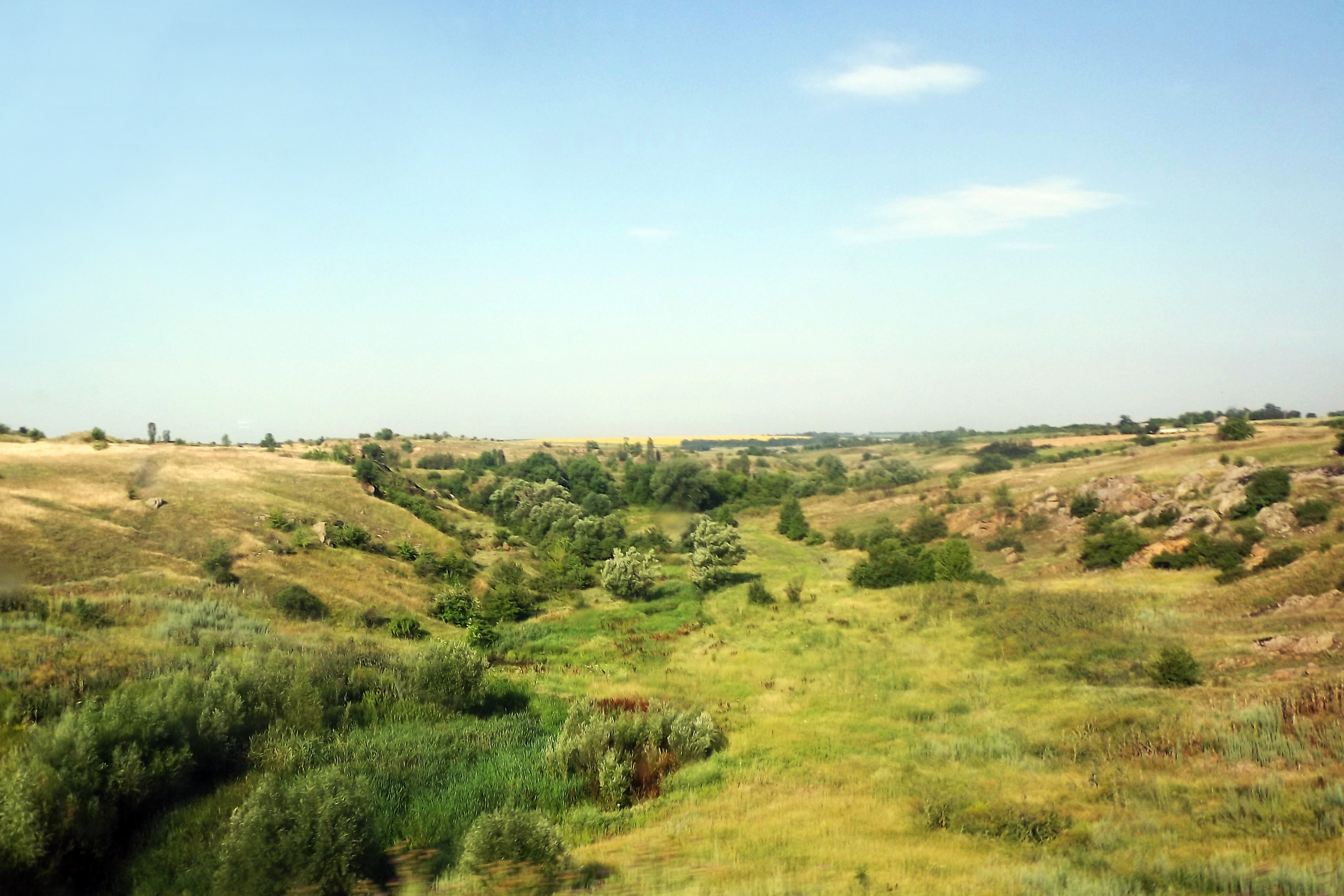
Бобринецький гранітний кар'єр біля притоки Сугоклеї

Територією Бобринецького району протікають 9 річок, а саме — Інгул, що впадає до Південного Бугу, Громоклія, Сугоклея, Мертвоводдя, Гнилий Єланець, Осиковата, Бобринка, Лозоватка, Богодушка та Дрюкова. 
Загальна площа водного дзеркала ставків району становить — 1400 га 28 ставків загальною площею — 316,6 га з яких під водою — 242,1 га, є в оренді, в 19 суб'єктів господарювання є в наявності дозвіл на спеціальне водокористування. 
Водозабезпечення для потреб населення здійснюється, як за рахунок централізованого водопостачання так і за рахунок використання громадських колодязів (індивідуальне). 
За якісними показниками питної води, постійний контроль здійснюється районною санітарно-епідеміологічною станцією. 
Водопостачання населенню, здійснюється постійно, за винятком виникнення аварійних ситуацій, причиною їх виникнення є застарілість та фізичне зношення трубопровідного та іншого обладнання і устаткування. 
Для часткової модернізації водопровідно-каналізаційних споруд у м. Бобринець, за попередніми обрахунками необхідно — 1,75 млн грн. та припинити водопостачання на термін до 1 міс.

### Надра та корисні копалини району
До найважливіших корисних копалин належать поклади граніту, піску, каоліну. У 2008 році планується відкриття кар'єру з видобутку граніту — ПП «Грановіт», яке розроблятиме Полум'янське родовище.

#### Основні проблеми екологічного характеру
1. Реконструкція очисних каналізаційних споруд в м. Бобринці. Технологічна частина аеротенків і вторинних відстійників практично повністю вийшли з ладу, фактичний об'єм аеротенків не забезпечує нормативно-технологічні процеси при пікових навантаженнях. Мулові площадки повністю вийшли з ладу. 
2. Упорядкування та догляд за утриманням сільських звалищ твердих побутових відходів їх повна легалізація (оформлення паспорту МВВ, виготовлення проектної та технічної документацій на земельні ділянки, на яких розташовані сміттєзвалища, та інших нормативних документів), сільські ради не в змозі самостійно виконати такі обсяги робіт (брак коштів). 
3. Відсутність фінансування на завершення будівництва «хімскладу» заборонених та невикористаних засобів захисту рослин біля с. Куйбишево. Склад перебуває в 70 % готовності (відсутність даху та огорожі). 
4. Щосезонне браконьєрське вирубування зелених насаджень (дерев), з метою збуту та отримання прибутків.

## Природно-заповідний фонд

### Ботанічні заказники
Мюдівська балка, Богданівська балка (загальнодержавного значення).

### Ландшафтні заказники
Шумок (загальнодержавного значення), Козацька балка, Велика балка, Садове, Тернова балка.

### Ботанічні пам'ятки природи
Макарівський, Кринички, Крутий яр.

### Геологічна пам'ятка природи
Слони.

### Заповідні урочища
Юр'ївська балка, Чобіток, Мертвоводдя, Грузьке, Нюркине урочище.

## Історія
У 1765–1767 роках царським урядом проводився перепис населення і господарств півдня України. 1767 року запорізький полковник Андрій Кийнаш доповів Кошу (козацькому управлінню), що недалеко від річки Сугоклія засноване поселення Малий Бобринець.
На картах Запорізької Січі він знаходився в центрі Буго-Гардовської паланки, тобто входив до Вольностей Запорізького війська. Відомий дослідник В. Ястребов, оперуючи історичним матеріалом, доводить, що корінне населення цієї місцевості вийшло переважно із запорізьких зимівників. Так, у селі Олексіївка в кінці минулого століття проживало сім родин запорожців, у тому числі й батьки славнозвісного Максима Залізняка.
Наприкінці ХУІІ ст. Бобринець був досить великим населеним пунктом. У 80-х роках тут щороку відбувалося чотири ярмарки. 1816 року у місті проживало 1910 чоловік.

### XIX-початок XX століття
У Бобринці в 1860-их роках жили і працювали корифеї українського театру М. Л. Кропивницький і брати Тобілевичі — І. К. Тобілевич (Карпенко-Карий), М. К. Садовський, П. К. Саксаганський, які створили в місті аматорський театральний гурток. У 1864 році в обладнаному під театр приміщенні відбувалися спектаклі трупи Л. Млотковського.
У Бобринці в той час була єдина церква. Через десятки років на кошти княжни Дмитрянської була споруджена Свято-Миколаївська кам'яна церква. У 1912 році освячено Вознесенський собор, будівництво якого тривало 14 років. Він став «лебединою піснею» архітектора Якова Паученка.
На початок XX століття поряд із сільськогосподарським виробництвом діяли промислові й торгові підприємства. Серед заводів виділялися чавуноливарні, колісні, шкіряні й миловарний. Переважали дрібні кустарні підприємства з незначною кількістю робітників. Розвивалися фургонно-колісна, ковальська, швейна галузі. Чимало магазинів та лавок у місті належало Давиду Бронштейну — батькові Льва Троцького, ім'я якого впишеться в світову історію. 10 січня 1939 року було утворено Кіровоградську область, куди увійшов і Бобринецький район.

### Німецько-радянська війна
У роки Німецько-радянської війни на фронт пішло 3675 жителів Бобринеччини. 6 серпня 1941 року місто захопили німці.
У період окупації на території району діяло п'ять підпільно-диверсійних груп. Особливим героїзмом відзначилася група під керівництвом В. Репешка. Підпільники визволили з концтаборів 67 полонених, врятували від фашистської неволі 470 юнаків і дівчат.
Гітлерівцями розстріляно, повішано, закатовано 532 жителі району. У січні — лютому 1942 року по-звірячому розстріляно 344 громадян єврейської національності, з яких 120 — діти.
За період окупації насильно вигнано на каторжні роботи до Німеччини 1444 чоловік.
На фронтах війни мужньо боролися понад 9500 жителів Бобринеччини, з яких понад 4 тисячі поклали своє життя на вівтар Перемоги. 16 березня 1944 року частини 19, 93, 113, 223 стрілецьких дивізій 57-ї армії ІІІ-го Українського фронту визволили Бобринець від фашистських окупантів.

### Післявоєнний період
Працьовиті жителі степового краю зробили все можливе для відбудови району. Бобринецька земля виплекала Україні й світу чимало відомих людей. Серед них дослідник у галузі нафтової промисловості, керівник розробки реактивної протитанкової зброї, тричі Лауреат Державної премії СРСР, доктор технічних наук Петро Павлович Шумилов, на честь якого в міській школі № 5, де він навчався, встановлено меморіальну дошку. У Бобринці народився і виріс відомий інженер-конструктор Й. Шпарковський. У літопис Кіровоградщини назавжди вписане ім'я краєзнавця, науковця, письменника Миколи Смоленчука.

## Політика
25 травня 2014 року відбулися Президентські вибори України. У межах Бобринецького району були створені 42 виборчі дільниці. Явка на виборах складала — 64,08% (проголосували 12 852 із 20 056 виборців). Найбільшу кількість голосів отримав Петро Порошенко — 45,23% (5 813 виборців); Юлія Тимошенко — 20,39% (2 621 виборців), Олег Ляшко — 15,05% (1 934 виборців), Анатолій Гриценко — 4,72% (606 виборців), Сергій Тігіпко — 3,73% (479 виборців). Решта кандидатів набрали меншу кількість голосів. Кількість недійсних або зіпсованих бюлетенів — 0,86%.

## Адміністративний устрій
Район адміністративно-територіально поділяється на 1 міську раду та 25 сільських рад, які об'єднують 81 населених пунктів та підпорядковані Бобринецькій районній раді.

## Населення

### Статево-вікова структура
Розподіл населення за віком та статтю (2001)
| Стать | Всього | До 15 років | 15-24 | 25-44 | 45-64 | 65-85 | Понад 85 |
| --- | ------ | ----------- | ----- | ----- | ----- | ----- | -------- |
| Чоловіки | 14 712 | 2998        | 2235  | 4148  | 3704  | 1575  | 52       |
| Жінки | 16 818 | 2862        | 2088  | 4069  | 4358  | 3131  | 310      |
| \| Статево-вікова піраміда \| Статево-вікова піраміда \| Статево-вікова піраміда \| \| ----------------------- \| ----------------------- \| ----------------------- \| \| Чоловіки \| Вік \| Жінки \| \| 52 \| 85 + \| 310 \| \| 114 \| 80-84 \| 341 \| \| 359 \| 75-79 \| 910 \| \| 571 \| 70-74 \| 1074 \| \| 531 \| 65-69 \| 806 \| \| 1142 \| 60-64 \| 1439 \| \| 644 \| 55-59 \| 922 \| \| 944 \| 50-54 \| 985 \| \| 974 \| 45-49 \| 1012 \| \| 1076 \| 40-44 \| 1042 \| \| 1081 \| 35-39 \| 1042 \| \| 1012 \| 30-34 \| 1017 \| \| 979 \| 25-29 \| 968 \| \| 868 \| 20-24 \| 911 \| \| 1367 \| 15-20 \| 1177 \| \| 1267 \| 10-14 \| 1176 \| \| 1020 \| 5-9 \| 988 \| \| 711 \| 0-4 \| 698 \| |        |             |       |       |       |       |          |
| Статево-вікова піраміда |        |             |       |       |       |       |          |
| Чоловіки | Вік    | Жінки       |       |       |       |       |          |
| 52 | 85 +   | 310         |       |       |       |       |          |
| 114 | 80-84  | 341         |       |       |       |       |          |
| 359 | 75-79  | 910         |       |       |       |       |          |
| 571 | 70-74  | 1074        |       |       |       |       |          |
| 531 | 65-69  | 806         |       |       |       |       |          |
| 1142 | 60-64  | 1439        |       |       |       |       |          |
| 644 | 55-59  | 922         |       |       |       |       |          |
| 944 | 50-54  | 985         |       |       |       |       |          |
| 974 | 45-49  | 1012        |       |       |       |       |          |
| 1076 | 40-44  | 1042        |       |       |       |       |          |
| 1081 | 35-39  | 1042        |       |       |       |       |          |
| 1012 | 30-34  | 1017        |       |       |       |       |          |
| 979 | 25-29  | 968         |       |       |       |       |          |
| 868 | 20-24  | 911         |       |       |       |       |          |
| 1367 | 15-20  | 1177        |       |       |       |       |          |
| 1267 | 10-14  | 1176        |       |       |       |       |          |
| 1020 | 5-9    | 988         |       |       |       |       |          |
| 711 | 0-4    | 698         |       |       |       |       |          |

### Національний склад
У Бобринецькому районі українці становили абсолютну більшість населення:
- українці — 94,6 %,
- росіяни — 2,5 %,
- молдовани — 1,6 %,
- білоруси — 0,3 %,
- інші національності — 1,0 %.

## Економіка
- Промисловість Основний напрямок роботи промислових підприємств району — переробка сільськогосподарської продукції та випуск товарів народного споживання. Найпотужнішими є хлібокомбінат райспоживтовариства, ЗАТ «Бобринецький комбікормовий завод», районна друкарня, ВАТ «Бобринецький завод продтоварів».

Хлібокомбінат випікає понад 40 видів хлібобулочної продукції. Комбінат має власний фірмовий магазин, його вироби замовляють у сусідні райони. На «харчовому» ринку підприємство впевнено завойовує лідируючі позиції. Комбінат — постійний учасник обласних ярмарок. Користується попитом продукція ковбасного, рибного цехів.
У ЗАТ «Бобринецький комбікормовий завод» створено всі умови для виробництва комбікормів: зернові на Бобринеччині родять — основна база є. Крім того, тут працюють млин, лінія з виробництва макаронних виробів, олійниця. Дбаючи про додаткові надходження, утримують велику рогату худобу, теплицю.
ВАТ «Бобринецька сортонасінницьке підприємство» надає послуги з очищення, сушки, зберігання зернових і олійних культур.
Переробкою сільгоспсировини займається і завод продтоварів. Тут налагоджено випуск макаронних виробів, круп, солодощів, олії. Головна цінність підприємства — халва, смакові якості якої не можна порівняти ні з якою іншою.
Філія ВАТ «Кіровоградобленерго» забезпечує населення і підприємства електроенергією. Про постачання природного газу дбає Бобринецька філія ВАТ «Кіровоградгаз».

### Сільське господарство
- Агропромисловий комплекс У загальному обсязі надходжень до бюджету району левова частка належить сільському господарству — 41 %.

Після реформування на території району на 90 495 га діють 22 агроформування, з яких 14 сільгосптовариств з обмеженою відповідальністю, 3 сільськогосподарських виробничих кооперативи, створено 195 фермерських господарств, також працюють одноосібники. Дев'ять агроформувань мають значні прибутки. Серед найкращих — СВК ім. Шевченка, ВАТ «Бобринецька сільгосптехніка», ДГ «Червоний землероб», ВАТ «Богунівське», СТОВ «Червонопілля», ПСП «Велес», АС «Південна», фермерські господарства В. Романюка, В. Рижкова, В. Темченка, М. Панасюка.
Пріоритетного розвитку набула галузь рослинництва. Середня врожайність зерна становить 37 ц/га. Є сприятливий ґрунт для вирощування соняшнику.
Для відтворення поголів'я великої рогатої худоби та свиней створено 13 пунктів штучного запліднення тварин.
Бобринецька інкубаторно-птахівнича станція нині має можливість забезпечити всі господарства району молодняком птиці. Тут налагоджено процес виведення здорового молодняку курей, качок, гусей.

## Інфраструктура
- Транспорт Територією Бобринецького району проходить автомагістраль Олександрівка-Кропивницький-Миколаїв. З Бобринецької автостанції відкрито 36 рейсів міжміського сполучення, які допомагають дістатися в різні регіони України. Територією району проходить залізниця, що з'єднує станцію Бобринець із станціями Долинська та Помічна.

- Зв'язок Бобринецьке відділення поштового зв'язку — одне з найкращих в області. Разом з кореспонденцією, друкованими виданнями поштовики доставляють населенню району товари першої необхідності.

Телефонним зв'язком жителів забезпечує цех № 4 Кіровоградської дирекції ВАТ «Укртелеком». Модифікується міжміський телефонний зв'язок. Завдяки послугам підприємства Бобринець спілкується з усім світом через мережу Інтернет, де має власну Web-сторінку. На ній міститься інформація з історії краю, а також про можливості аграрного сектора, промисловість району.
Територія районну має мобільне покриття.
Планується введення в експлуатацію радіостанції FM-формату.
- Будівництво У районі щорічно здається в експлуатацію 1,5 тис. м² житла вартістю 600 тис. грн., останнім часом розширюється мережа приватних магазинів, споруджених за кошти підприємців.

У 2000 році розпочато будівництво об'їзної автодороги довжиною 2,84 км та телетранслятора.
- Житлово-комунальне господарство У районні на сьогодні діє вісім (три в місті та п'ять у сільських населених пунктах) підприємств житлово-комунального господарства. КП «Комунальник» обслуговує 23,5 тис. м² житла. Міськводоканал надає послуги з водопостачання та водовідведення, має 3 458 абонентів, ДКП «Бобринецьтеплокомуненерго» — з теплопостачання для підприємств та населення має 98 дрібних та великих абонентів. Комунальні підприємства створено в селах Буховецьке, Кетрисанівка, Верхньоінгульське, Рощахівка, де надаються послуги з водопостачання та благоустрою.

На даний час у районі газифіковано повністю та частково села Федіївка, Витязівка, Миколо-Бабанка, Новоградівка, Костомарівка, Березівка, Кохане, Олексіївка та місто Бобринець. У районному управлінні з експлуатації газового господарства нині зареєстровано 3 470 абонентів.
- Побутове обслуговування У Бобринецькому районі відкрито цех з перетяжки меблів та швейний цех, працюють 5 перукарень 2 майстерні з ремонту телерадіоапаратури, 2 пункти шиномонтажу, 3 швейні майстерні майстерня з ремонту та виготовлення ключів, майстерня з ремонту взуття, 2 фотоательє, майстерня з ремонту годинників, 3 пункти з переробки сільськогосподарської продукції, пункт прокату аудіовізуальних творів.

- Торгівля Торговельна мережа району налічує 192 магазини загальною площею 6 944,2 м².

- Банківська сфера У Бобринці діють філії п'яти банківських установ: «Аваль», Ощадбанк, «Надра», ПриватБанк, Укрсоцбанк.

## Освіта і наука
- Освіта і наука У районі функціонує 38 шкіл, із них 18 І-ІІІ ступенів. Навчанням охоплено 4 190 школярів. 38 шкіл здійснюють навчання українською мовою. Організацію навчально-виховного процесу забезпечують понад 600 педагогічних працівників. 97 % вчителів, що викладають основи наук у 5-11 класах, мають вищу освіту.

Комп'ютерні класи працюють у бобринецьких № 1 і № 5, Новоградівській, Верхньоінгульській, Кетрисанівській, Куйбишевській, Олексіївській, Сугокліївській загальноосвітніх школах.
Два позашкільних заклади — Будинок дитячої та юнацької творчості, дитячо-юнацьку спортивну школу відвідує близько 500 вихованців.
У 17 дошкільних закладах виховується 325 дітей.
Спеціалістів для аграрного сектора готує Бобринецьке профтехучилище, зі стін якого вийшло чимало славних трударів ниви. Тут займаються підготовкою трактористів, слюсарів, водіїв, а також обліковців і кухарів.
Більше 14 тисяч спеціалістів здобули фахову освіту в Бобринецькому сільськогосподарському технікумі ім. В. Порика. Тут готують агрономів, землевпорядників, організаторів виробництва.

## Медицина
На Бобринеччині функціонують центральна районна лікарня з поліклінікою, Витязівська, Рощахівська дільничні лікарні. У сільській місцевості первинну медичну допомогу забезпечують 34 фельдшерських і 3 фельдшерсько-акушерських пункти. Організовано роботу двох дільниць сімейної медицини: працює Кетрисанівська сільська амбулаторія сімейного лікаря загальної практики та один сімейний лікар у поліклініці ЦРЛ. Створено на базі Витязівської дільничної лікарні десять медико-соціальних ліжок для одиноких і немічних громадян. Охорона здоров'я району має потужний кадровий потенціал. Тут працює понад 60 лікарів, 218 молодих медичних працівників.

## Культура та мистецтво
У Бобринецькому районі працює 77 закладів культури.
38 клубних закладів забезпечують культурне дозвілля жителів. На Бобринеччині стабільно й творчо працюють 7 народних колективів: хорова капела районного Будинку культури, ансамблі «Росинка», «Червона калина», самодіяльний музично-драматичний театр і театр мініатюр «Сучасні настрої», квартет «Лілея», Свердловський російський хор.
Читацький попит людей задовольняють 37 бібліотек, (2 районні, 2 міські, 37 сільських) книжковий фонд яких становить 361 400 примірників.
Одним з найкращих на Кіровоградщині є Бобринецький районний музей історії краю, де зберігається 2 813 предметів основного фонду. Він був створений у 1959 році краєзнавцем, учителем, письменником Миколою Кузьмовичем Смоленчуком. Громадські музеї створено в Мар'янівні, Чарівному та при Бобринецький міській загальноосвітній школі № 1.
До послуг юних бобринчан школа мистецтв. Тут працює дитячий хореографічний ансамбль «Світлячок», який отримав звання зразкового.
Останніми роками в районі відроджено традиції святкування «Масляних гостин», свята Водохрещі. Більше п'яти років крокує переможно фестиваль дитячої естрадної пісні «квітки надії». Театральні традиції примножують аматорські колективи із Свердлового, Тарасівки, а також профтехучилища, сільгосптехнікуму. Щорічно проводяться районне свято театрального мистецтва «Вересневі самоцвіти».
На території району знаходяться 33 пам'ятки археології, у тому числі пам'ятка національного значення — курган епохи бронзи біля с. Обланки, та 55 пам'яток історії та монументального мистецтва.
- Видавнича діяльність та ЗМІ Зарекомендували себе справжніми майстрами друкарської справи працівники районної друкарні, колектив якої багато років очолює здібний організатор О. Скнара. Саме завдяки їм у кожну домівку бобринчан доставляється районна газета «Честь хлібороба». Крім цього, на підприємстві виготовляють різноманітну акцидентно-бланковану продукцію, брошури.

На Бобринеччині працювало районне радіомовлення.

## Пам'ятки
У Бобринецькому районі Кіровоградської області на обліку перебуває 44 пам'ятки історії.
У Бобринецькому районі Кіровоградської області на обліку перебуває 36 пам'яток архітектури, з яких 33 — в місті Бобринець.

## Фізична культура і спорт
Чимало успіхів мають бобринецькі спортсмени. Не лише з всеукраїнських, а й з міжнародних змагань із нагородами неодноразово поверталися гирьовики — вихованці тренерів І. Гольші, І. Намєсніка. Маючи звання майстра спорту, В. Дромашко, В. Арсененко, І. Намєснік входять у число найсильніших гирьовиків Кіровоградщини.
До послуг прихильників здорового способу життя спорткомплекс «Олімпієць». На стадіоні комплексу тренується бобринецька футбольна команда «Новатор». Юнаки й дівчата охоче відвідують дитячо-юнацьку спортивну школу, де найбільшими є футбольна та баскетбольна секції. На сьогодні в районі відкрито 28 спортивних залів, 12 футбольних полів, 73 спортивних майданчики.